# Trangahy
Trangahy is een plaats en commune in het westen van Madagaskar, behorend tot het district Antsalova, dat gelegen is in de regio Melaky. Tijdens een volkstelling in 2001 telde de plaats 8.140 inwoners.
De plaats biedt enkel lager onderwijs aan. 60% van de bevolking werkt als landbouwer, 20% houdt zich bezig met veeteelt en 20% verdient zijn brood als visser. Het belangrijkste landbouwproduct is rijst; andere belangrijke producten zijn bananen, suikerriet en maniok.